# Cnemidophorus arubensis

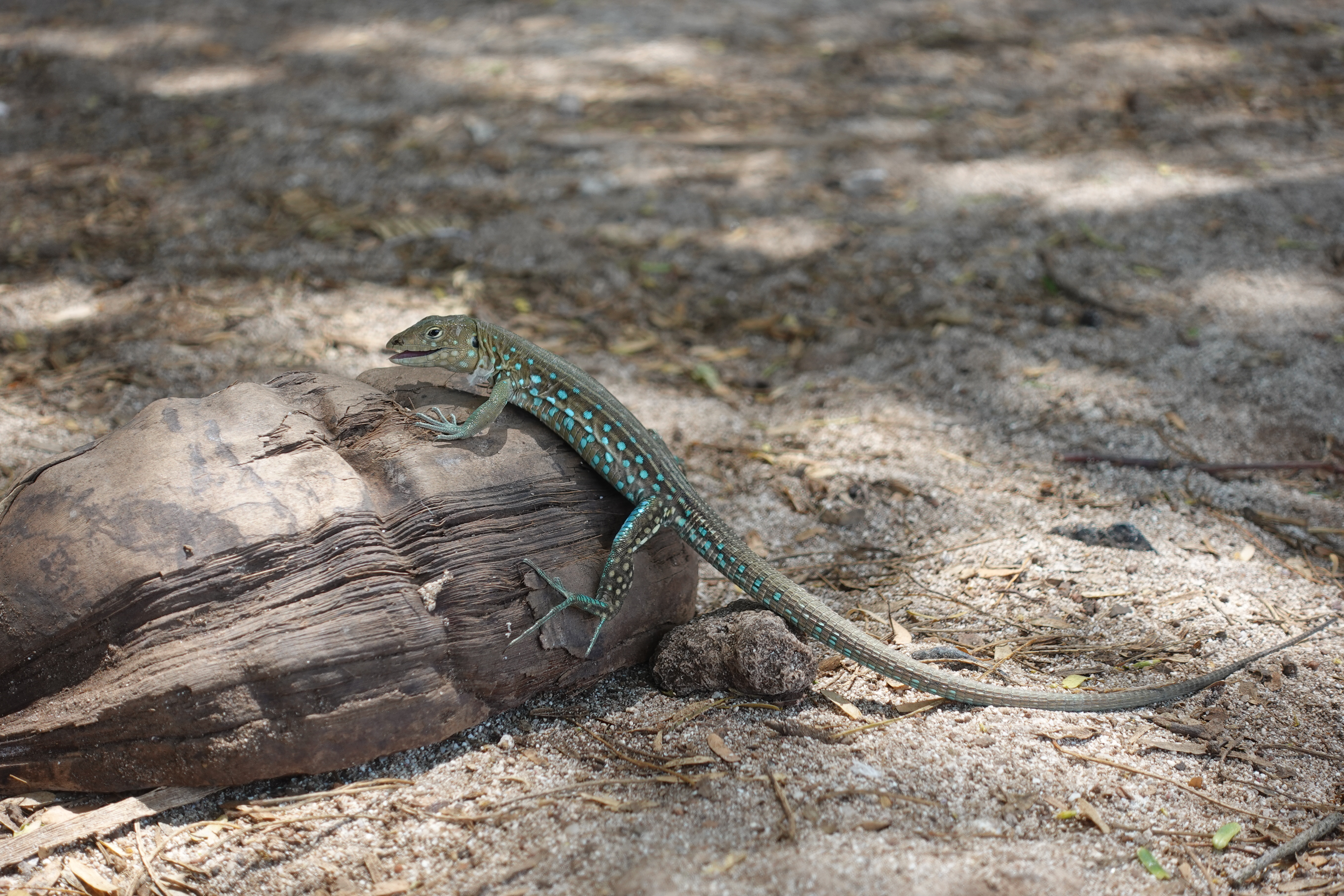
C. arubensis на камені

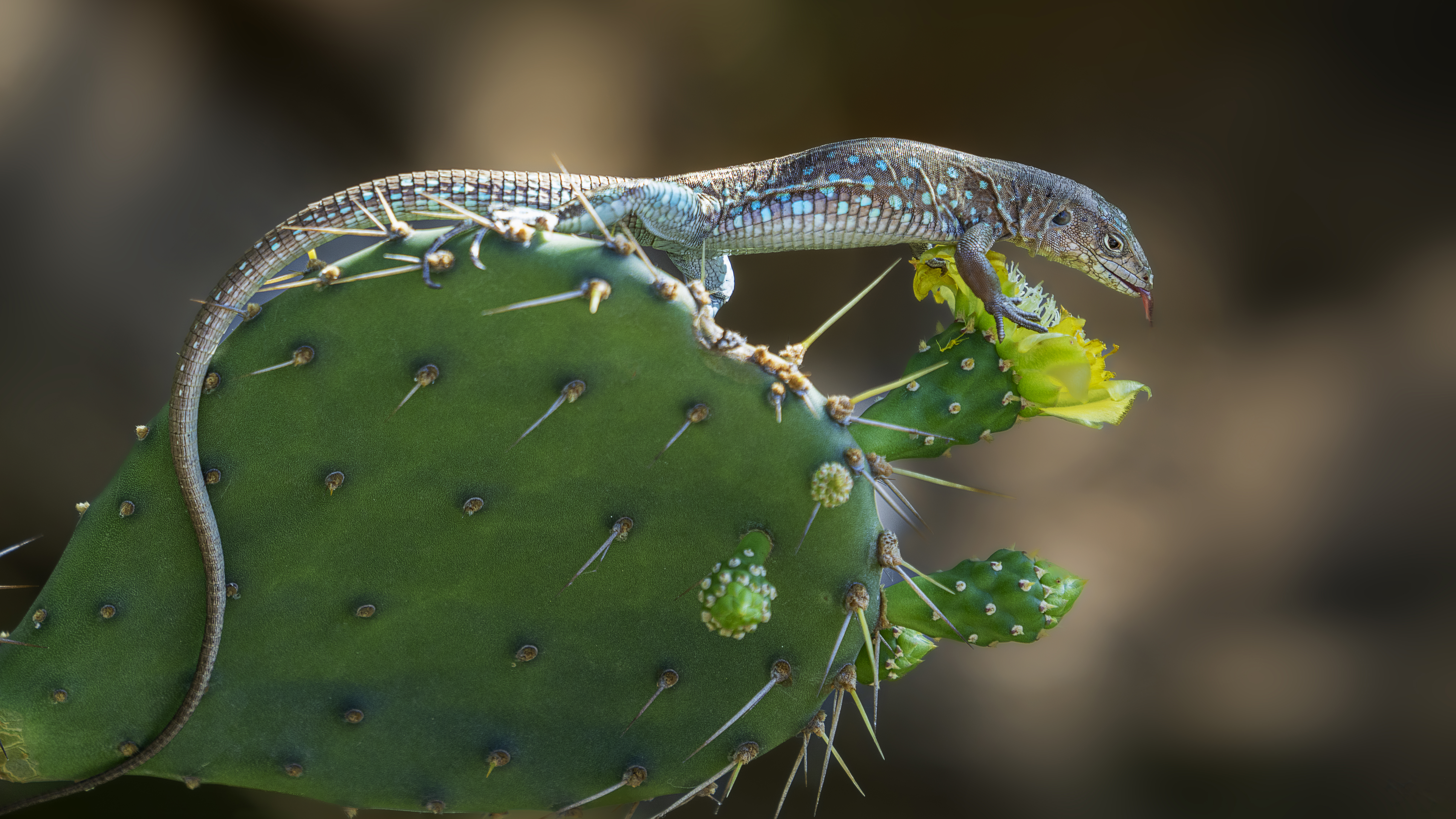
C. arubensis на кактусі

Cnemidophorus arubensis — вид ящірок родини теїдових (Teiidae). Ендемік Аруби.

## Поширення і екологія
Cnemidophorus arubensis є ендеміком острова Аруба в групі Підвітряних островів в Карибському морі. Це найпоширеніший та найчисельніший вид ящірок на острові. C. arubensis живуть в сухих чагарникових і кактусових заростях і сухих лісах. Живляться комахами, квітами, нектаром, листям і плодами.